# ساموراي ديبر كيو
ساموراي ديبر كيو (باليابانية:サムライ ディーパー キョウ) (بالإنجليزية:Samurai Deeper Kyo)، هي سلسلة مانغا يابانية، بدأت عام 1999 وانتهت عام 2006، أقتبست إلى أنمي تلفزيوني من إنتاج ستوديو دين، ويعد من أشهر المسلسلات اليابانية في سلسلة الأنمي اليابانية.
وفي عام 2002 أدخلت سلسلة ساموراي ديبر كيو إلى بلاي ستيشن كلعبة حرب السيوف.

## وصلات خارجية
- Samurai Deeper Kyo (manga) at Tokyopop's website
- ساموراي ديبر كيو على موقع ANN manga (الإنجليزية)
- Samurai Deeper Kyo (manga) at شونن الأسبوعية (باليابانية)
- Samurai Deeper Kyo (anime) official website
- Samurai Deeper Kyo (vocal album) at كينغ ريكوردز  [لغات أخرى]‏ (باليابانية)
- Samurai Deeper Kyo (video game) at بانداي نامكو إنترتينمنت (باليابانية)